# Marmota olympus
La marmotta olimpica (Marmota olympus Merriam, 1898) è un roditore della famiglia degli Sciuridi, endemica della penisola statunitense da cui prende il nome, la Penisola Olimpica nello stato di Washington.